# Собор Святого Айдана
Собор Святого Айдана (англ. St Aidan’s Cathedral) — католический собор епархии Фернса. Находится в городе Эннискорти в графстве Уэксфорд, Ирландия.
Собор посвящен святому Айдану, епископу Фернскому, умершему в 626 году (не путать со святым ирландским миссионером Айданом Линдисфарнским, умершим в 651 году).

## История
В 1809 году в Эннискорти было завершено строительство старого собора, что сделало город епископальным центром епархии Фернса. Спустя 30 лет зданию потребовался ремонт, и он не мог уже вместить всех прихожан. Новый собор, спроектированный Огастесом Уэлби Пьюджином, предположительно вдохновлённый аббатством Тинтерн в Уэльсе, был построен в 1843 году. Это была самая большая церковь, спроектированная Пьюджином в Ирландии.
Собор построен из местного камня; при строительстве также использовались камни из близлежащего разрушенного францисканского монастыря.
К отличительным особенностям собора относится фасад, ретабло из кайенского камня и большое северное окно с замысловатым узором. После Второго Ватиканского собора собор был значительно перестроен в соответствии с новыми требованиями. В 1994 году был восстановлен практически первоначальный вид; при реставрации использовались аутентичные цвета, материалы и техники. Работы заняли год, в течение которого богослужения проходили в протестантской церкви Святой Марии, расположенной неподалеку.
Собор по структуре напоминает собор Святой Марии в Килларни.